# Paralaeospira racemosa
Paralaeospira racemosa är en ringmaskart som beskrevs av Pixell 1912. Paralaeospira racemosa ingår i släktet Paralaeospira och familjen Serpulidae. Inga underarter finns listade i Catalogue of Life.